# Concejo Regional Mate Yehuda
Mate Yehuda (en hebreo: מטה יהודה) (en español: La tribu de Judá ) es un concejo regional que agrupa diferentes poblaciones pertenecientes al Distrito de Jerusalén. Se fundó, oficialmente, el 25 de junio de 1964 a partir de la fusión de cuatro entidades municipales. Actualmente, Mate Yehuda tiene repartidos en una superficie de 586 km² más de 30.000 habitantes, que provienen en su mayoría del Yemen, el norte de África, Europa Central, Rusia y el Europa del Este.

## Estructura municipal
Matte Yehuda, como concejo regional que es, agrupa en una única estructura municipal a varios núcleos habitados que, por sí solo y como que son muy pequeños, no podrían tener ayuntamiento propio. En Matte Yehuda hay:
- 41 moshavim
- 9 asentamientos
- 8 kibutz
- 6 pueblos

El gobierno del municipio se estructura mediante un parlamento local, que se forma con un representante por cada pueblo. Las tareas de este parlamento son la elección del alcalde y de los concejales, la aprobación de los presupuestos y la dirección de la política comunal.

## Lista de municipios

### Asentamientos
| - Nataf - Srigim - Tzur Hadassah - Deir Rafat - Eitanim | - Givat Shemesh - Kfar Zoharim - Yedida - Guizo - Motza Ilit | - Escuela Agrícola de Ein Kerem - Ein Naquba - Ein Rafa - Neve Shalom - Kiryat Yearim |

### Kibutzim
| - Harel - Kiryat Anavim - Ma'ale HaHamisha - Nahshon | - Netiv HaLamed-Heh - Ramat Rajel - Tzora - Tzova |

### Moshavim
| - Aderet - Agur - Aminadav - Aviezer - Bar Giora - Beit Zayit - Beit Meir - Beit Nekofa - Bekoa - Eshtaol - Even Sapir - Gefen | - Givat Yearim - Givat Yeshayahu - Kfar Uria - Kisalon - Luzit - Mevo Beitar - Mata - Mahsia - Mesilat Zion - Naham - Nehusha - Nes Harim | - Neve Ilan - Neve Michael - Ora - Ramat Raziel - Sdot Micha - Shoeva - Shoresh - Taoz - Tal Shahar - Tarum - Tirosh - Tzafririm | - Tzelafon - Yad HaShmona - Yishi - Zanoah - Zekharia |

## Enseñanza
Mate Yehuda dispone de dos escuelas secundarias (una religiosa y otra laica), con aproximadamente 1.000 escolares. Hay también diez escuelas primarias, con 2.500 alumnos, y 64 hogares de niños con 1.500 inscritos. 1.800 niños y niñas, además, van a la escuela en otros municipios, sobre todo en Jerusalén.

## Economía
Un 50% del territorio municipal está formado, básicamente, por bosques (100.000 hectáreas), parques nacionales y zonas de protección ecológica, así como por yacimientos arqueológicos.
El resto del territorio no urbano se destina principalmente al sector primario. La agricultura ocupa 40.000 hectáreas y produce, mayoritariamente, fruta, vino, verduras, algodón, flores y trigo. También hay numerosas granjas vacunas y de aves de corral, estas granjas producen leche, carne y huevos. También dispone de numerosos establecimientos de turismo rural.

## Ciudades hermanadas
- Vantaa (Finlandia)
- Würzburg (Alemania)